# Filmografia de Big Bang
A filmografia do grupo masculino sul-coreano Big Bang, consiste em um filme, três documentários para a televisão, duas séries reality show e diversas aparições na televisão. Em 2006, antes de sua estreia oficial, o documentário Big Bang: The Beginning foi exibido pela MTV Korea, e teve o intuito de detalhar o processo de formação do grupo. Nos anos seguintes, o Big Bang passou a realizar diversas aparições em programas de televisão e seus especiais televisivos foram transmitidos na Coreia do Sul e Japão. Em 2012, por meio da primeira turnê mundial do grupo, a Alive Galaxy Tour, foi transmitido um documentário pela MTV, que teve o objetivo de apresentar seus bastidores.  
Em 2016, como parte das comemorações de dez anos de aniversário de sua estreia, o Big Bang estrelou o filme Big Bang Made, que exibiu o processo de início e finalização da Made World Tour, sua segunda turnê mundial. Um documentário para televisão também foi exibido pela SBS, contendo imagens adicionais não incluídas no filme. No ano seguinte, o quinteto estrelou a websérie Run, Big Bang Scout!, pela plataforma de vídeos Youtube Red, que tornou-se a primeira série original em língua coreana a ser exibida pela mesma.	

## Filmes
| Ano  | Título        | Crédito(s)  | Notas                                                                 |
| ---- | ------------- | ----------- | --------------------------------------------------------------------- |
| 2016 | Big Bang Made | Eles mesmos | O filme-documentário musical mais visto na história da Coreia do Sul. |

## Televisão

### Documentários e especiais
| Ano  | Título                                                  | Emissora  | Notas                                                                             |
| ---- | ------------------------------------------------------- | --------- | --------------------------------------------------------------------------------- |
| 2006 | Big Bang: The Beginning                                 | MTV Korea | Documentário exibido pela MTV Korea em 2006 e reexibido pela tvN em 2009.         |
| 2011 | SBS The Big Bang Show                                   | SBS       | Especial de televisão do concerto Big Show 2011.                                  |
| 2013 | Big Bang Alive Tour 2012 in Japan Special Final in Dome | TBS1      | Especial de televisão do concerto realizado na Tokyo Dome pela Alive Galaxy Tour. |
| 2013 | Big Bang Alive Around The World                         | MTV       | Documentário sobre a Alive Galaxy Tour.                                           |
| 2016 | Big Bang Made: The Documentary                          | SBS       | Documentário sobre a Made World Tour.                                             |

### Participações em programas de variedades
| Ano  | Título                                 | Emissora        | Notas                                      |
| ---- | -------------------------------------- | --------------- | ------------------------------------------ |
| 2006 | YTN Show Case Report                   | YTN Star        | Entrevista exibida em 19-9-2006            |
| 2006 | Happy Shares Company                   | MBC             | Episódio 193                               |
| 2007 | Sunny Side                             | MTV Korea       | -                                          |
| 2007 | Star King                              | SBS             | Episódio 40                                |
| 2007 | KM Idol World                          | Mnet            | -                                          |
| 2007 | Star Watch 24                          | Mnet            | -                                          |
| 2007 | MTV School Attack                      | SBS MTV         | -                                          |
| 2007 | Mnet School of Rock                    | Mnet            | -                                          |
| 2007 | UFO Town Star Live                     | Star Live       | -                                          |
| 2007 | Love Delivery                          | SBS             | -                                          |
| 2008 | Love Letter                            | SBS             | -                                          |
| 2008 | Change Show                            | SBS             | -                                          |
| 2008 | Kim Jung-eun's Chocolate               | SBS             | Episódios 10, 26 e 39                      |
| 2008 | Wide News                              | Mnet            | -                                          |
| 2008 | Brain Battle                           | MBC             | -                                          |
| 2008 | Guerilla Date                          | KBS2            | -                                          |
| 2008 | Madame B Salon                         | Mnet            | -                                          |
| 2008 | Gold Miss                              | Mnet            | -                                          |
| 2008 | Quiz Expedition                        | KBS World       | -                                          |
| 2008 | Sang Sang Plus                         | KBS2            | -                                          |
| 2009 | Intimate Note                          | SBS             | -                                          |
| 2009 | Superstar K                            | Mnet            | Mostrando como participar de suas audições |
| 2009 | Domo-kininaru Test                     | -               | Programa japonês                           |
| 2009 | Waratte Iitomo!                        | Fuji TV         | Programa japonês                           |
| 2009 | Miyaneya                               | YTC             | Programa japonês                           |
| 2011 | UV Syndrome                            | Mnet            | Episódios 2 e 3                            |
| 2011 | Come to Play                           | MBC             | Sem Daesung                                |
| 2011 | Mnet Sound Plex                        | Mnet            | -                                          |
| 2011 | Hey! Hey! Hey!                         | HujiTV          | Programa japonês                           |
| 2011 | Infinite Challenge                     | MBC             | Episódios 248 e 249                        |
| 2012 | Healing Camp, Aren't You Happy'        | SBS             | Episódio 31                                |
| 2012 | Running Man                            | SBS             | Episódios 84 e 85                          |
| 2012 | Jung Jae-hyung & Lee Hyori's You and I | SBS             | Episódio 3                                 |
| 2012 | Space Shower TV                        | MTV Japão       | Programa japonês                           |
| 2012 | Waratte Iitomo!                        | Fuji Television | Programa japonês                           |
| 2012 | Strong Heart                           | SBS             | Episódios 123 e 124                        |
| 2012 | Music Lovers                           | Nippon TV       | Programa japonês                           |
| 2012 | Mezamashi TV                           | Fuji TV         | Programa japonês                           |
| 2012 | Fuji TV Nonstop                        | Fuji TV         | Programa japonês                           |
| 2012 | Music Ru                               | TV Asahi        | Programa japonês                           |
| 2012 | MTV Lab                                | MTV Japão       | Programa japonês                           |
| 2012 | Go Show                                | SBS             | Episódio 3                                 |
| 2012 | Shabekuri 007                          | Nippon TV       | Programa japonês                           |
| 2012 | Catherine                              | Fuji TV         | Programa japonês                           |
| 2012 | Pussama                                | -               | Programa japonês                           |
| 2012 | Akan Keisatsu                          | Fuji TV         | Programa japonês                           |
| 2012 | Hanetobi (100 Yen Shop)                | Fuji TV         | Programa japonês                           |
| 2012 | It's Takatoshi Time                    | TBS             | Programa japonês                           |
| 2012 | Onegai Ranking                         | ANN             | Programa japonês                           |
| 2012 | Hey! Hey! Hey! Music Champ             | Fuji TV         | Programa japonês                           |
| 2012 | Select Voice                           | Music On TV     | Programa japonês                           |
| 2012 | Music On Saturday                      | Fuji TV         | Programa japonês                           |
| 2012 | Sakigake Eight                         | Fuji TV         | Programa japonês                           |
| 2013 | Running Man                            | SBS             | Daesung, G-Dragon & Seungri                |
| 2014 | The Return of Superman                 | KBS2            | Episódios 16, 28 e 29                      |
| 2015 | Mezamashi TV                           | Fuji TV         | Programa japonês                           |
| 2015 | Happy Together                         | KBS2            | Episódio 398                               |
| 2015 | You Hee-yeol's Sketchbook              | KBS2            | Episódio 276                               |
| 2015 | Running Man                            | SBS             | Episódio 250                               |
| 2016 | Mezamashi TV                           | Fuji TV         | Programa japonês                           |
| 2016 | Sakigake Eight                         | Fuji TV         | Programa japonês                           |
| 2016 | King’s Brunch                          | TBS             | Programa japonês                           |
| 2016 | Music Station                          | TV Asahi        | Programa japonês                           |
| 2016 | Space Shower TV                        | MTV Japão       | Programa japonês                           |
| 2016 | Music Japan TV                         | MJTV            | Programa japonês                           |
| 2016 | MOMM!!                                 | TBS             | Programa japonês                           |
| 2016 | Bazurizumu                             | Nippon TV       | Programa japonês                           |
| 2016 | Entertainment Weekly                   | KBS             | Entrevista exibida em 2-7-2016             |
| 2016 | Infinite Challenge                     | MBC             | Episódio 511                               |
| 2016 | Radio Star                             | MBC             | Episódios 506 e 507                        |
| 2017 | Weekly Idol                            | MBC             | Episódios 284 e 285                        |

## Reality shows
| Ano  | Título               | Exibição    | Notas                                           |
| ---- | -------------------- | ----------- | ----------------------------------------------- |
| 2011 | Big Bang TV          | Mnet        | Bastidores do retorno coreano do grupo.         |
| 2017 | Run, Big Bang Scout! | Youtube Red | Retrata o Big Bang em seu primeiro acampamento. |

## Paródias de dramas televisivos
| Ano  | Título original               | Notas                                                                               |
| ---- | ----------------------------- | ----------------------------------------------------------------------------------- |
| 2007 | The 1st Shop of Coffee Prince | Exibido durante o concerto The Great, sob o título de Coffee Bang's Five.           |
| 2008 | Hana Yori Dango               | Exibido durante a turnê Global Warning Tour, sob o título de Big Bang Over Flowers. |
| 2009 | Beethoven Virus               | Exibido durante o concerto Big Show 2009, sob o título de Big Bang Virus.           |
| 2011 | Secret Garden                 | Exibido durante o concerto Big Show 2011, sob o título de Secret Big Bang.          |